# 70. rocznica odzyskania niepodległości (monety)
70. rocznica odzyskania niepodległości – monety okolicznościowa (stempel zwykły) i kolekcjonerska (stempel lustrzany) o identycznych rysunkach awersu i rewersu, nominale 50 000 złotych, bite w srebrze, w 1988 r.